# Scotopteryx unipunctata
Scotopteryx unipunctata là một loài bướm đêm trong họ Geometridae.